# Agriocnemis argentea
Agriocnemis argentea là một loài chuồn chuồn kim trong họ Coenagrionidae.
Agriocnemis argentea được Tillyard miêu tả khoa học năm 1906.